# 富山市ガラス美術館
富山市ガラス美術館（とやましガラスびじゅつかん、英: TOYAMA GLASS ART MUSEUM）は、富山県富山市西町にある公立美術館である。
日本博物館協会、富山県博物館協会会員。

## 歴史
富山の売薬で知られる製薬産業の歴史を持つ富山市では明治以降、薬のガラス瓶工場が相次ぎ操業した。太平洋戦争後に廃れたガラス産業を再興しようと、富山市は1985年（昭和60年）9月に富山市民大学ガラス工芸コースを開設した。1991年（平成3年）4月には全国唯一の公立ガラス作家養成専門機関として、西金屋・古沢地区に富山市立富山ガラス造形研究所を開設。1994年（平成6年）4月には富山ガラス工房を整備した。2001年（平成13年）にはガラス美術館基本構想を策定し、後に富山市ガラスの街づくりプランとして再構築した。展示施設としては、2005年（平成17年）3月には大手モールの富山市民プラザ2階にトヤマ グラスアートギャラリーを開設、さらに松川べりや市内中心部の道路脇などに県内外のガラス作家の作品を展示してきた。2008年（平成20年）2月にはガラス美術館懇談会が建設地として中心市街地を提言し、2010年（平成22年）には富山市が富山大和の跡地へのガラス美術館建設を固めている。「ガラスの街とやま」を目指したまちづくりの集大成として、2015年（平成27年）8月22日にTOYAMAキラリ内に富山市ガラス美術館が開館した。2016年（平成28年）1月29日には来館者数10万人を達成、2020年（令和2年）11月9日には来館者数100万人を達成した。
2015年（平成27年）8月22日から11月8日までは開館記念の企画展として、1960年代のアメリカ合衆国で起こったスタジオグラス運動を紹介する「アイ・ガット・グラス! アイ・ガット・ライフ!情熱の現代ガラス芸術」が開催された。11月21日から2016年（平成28年）1月31日には「藤田喬平の芸術 『現代』としての伝統」と「ハワード・ベン・トレ - 存在の痕跡」を同時開催。藤田は富山ガラス造形研究所の設立に携わった人物である。ベン・トレは日本初個展となった。4月16日から7月3日には富山市が主催する現代ガラス大賞展出品作家に焦点を当てた「feeling in glass -感じとるかたち-」を開催。7月16日から9月25日には「イワタルリ展」と「ベンジャミン・イードルス&キャシー・エリオット展」(Benjamin Edols & Kathy Elliot)を同時開催し、10月15日から2017年2月5日までは「スタニスラフ・リベンスキー&ヤロスラヴァ・ブリフトヴァ展」を開催した。

## 特色
ガラス美術館はTOYAMAキラリ2階から6階のフロア南側にある。フロア中央部の吹き抜けを挟み、フロア北側には富山市立図書館本館が入居している。
常設展示として、「コレクション展」「グラス・アート・パサージュ」「グラス・アート・ガーデン」がある。
コレクション展は、富山市所蔵の日本を代表するガラス作家である藤田喬平やハワード・ベン・トレ、冨樫葉子などの現代ガラス作家の作品を4F展示室4で展示する。作品は定期的に展示替えする。「グラス・アート・パサージュ」は展示室の壁面などTOYAMAキラリ館内2階から4階に、富山ゆかりの作家の作品およそ50点を展示している。観覧料は無料である。
6Fにはガラス美術館のシンボルとなる 「グラス・アート・ガーデン（チフーリ・エクスペリエンス）」があり、アメリカの現代ガラス美術作家の巨匠デイル・チフーリの工房「チフーリ・スタジオ」に富山市が制作依頼をし、本人並びにスタッフが来日して手掛けたインスタレーション（空間美術）を常設展示している。なおこちらは、非営利目的であれば写真撮影が認められている。

## 主な収蔵作品
デイル・チフーリ

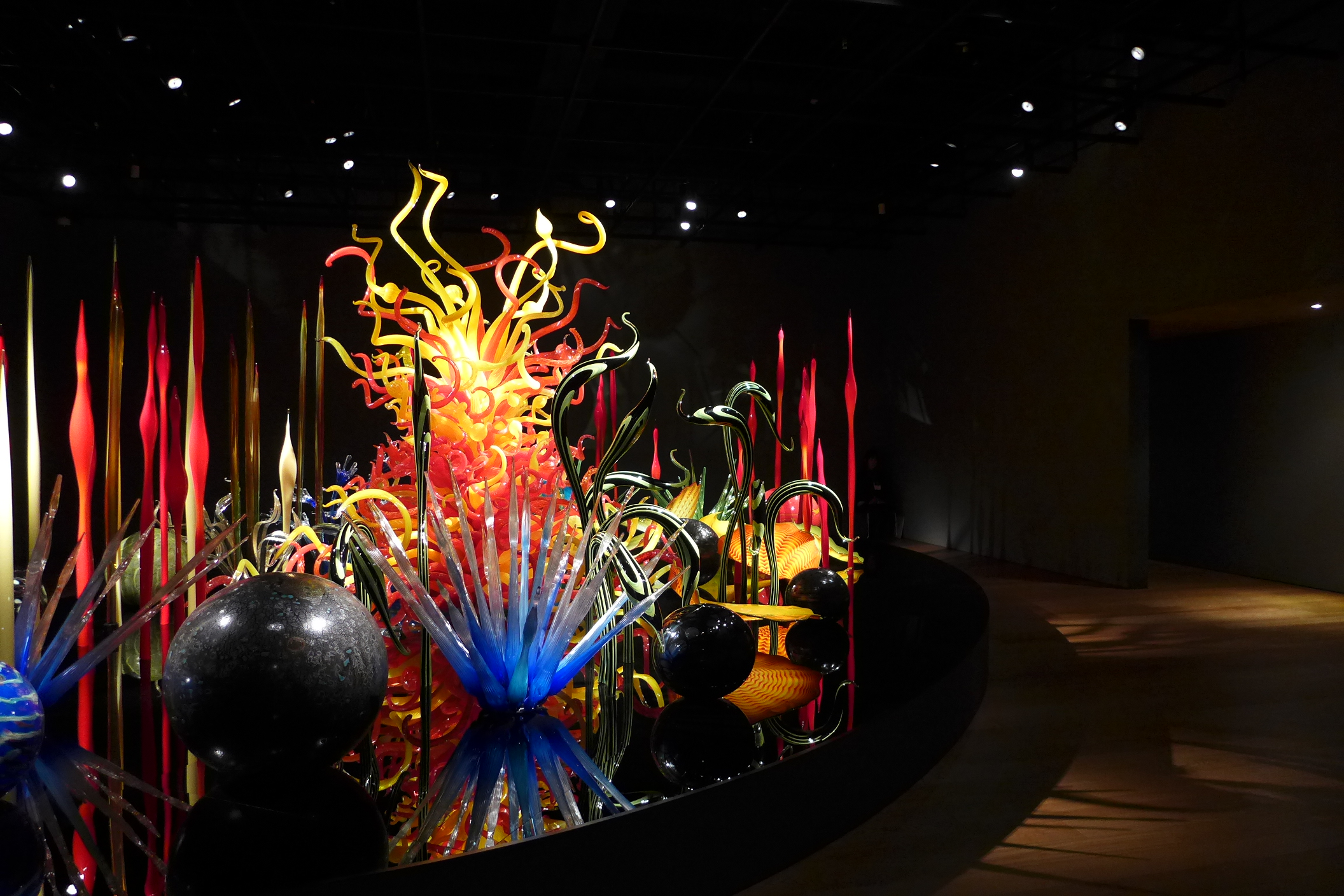
デイル・チフーリ《トヤマ・ミルフィオリ》2015年

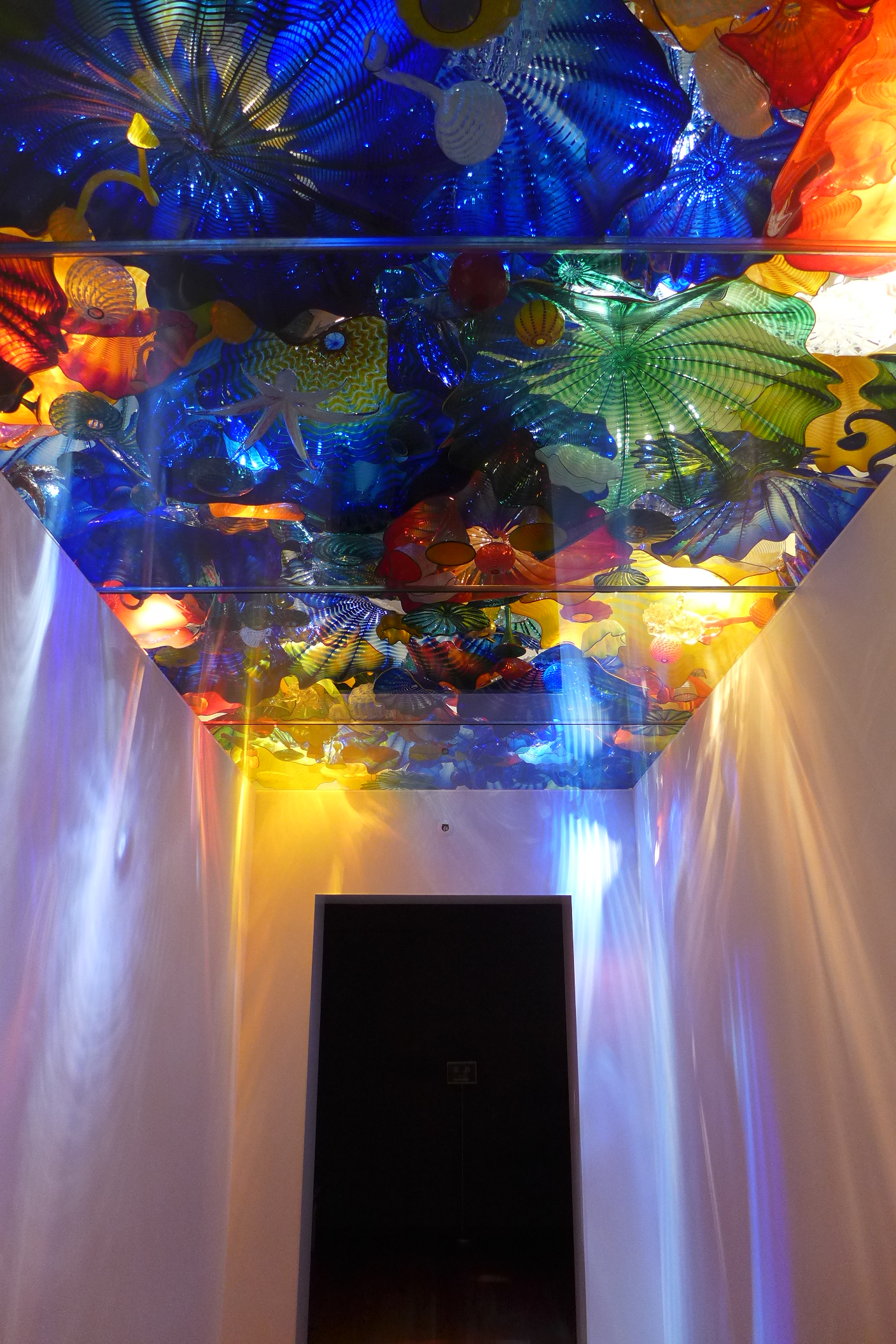
Glass Art Garden

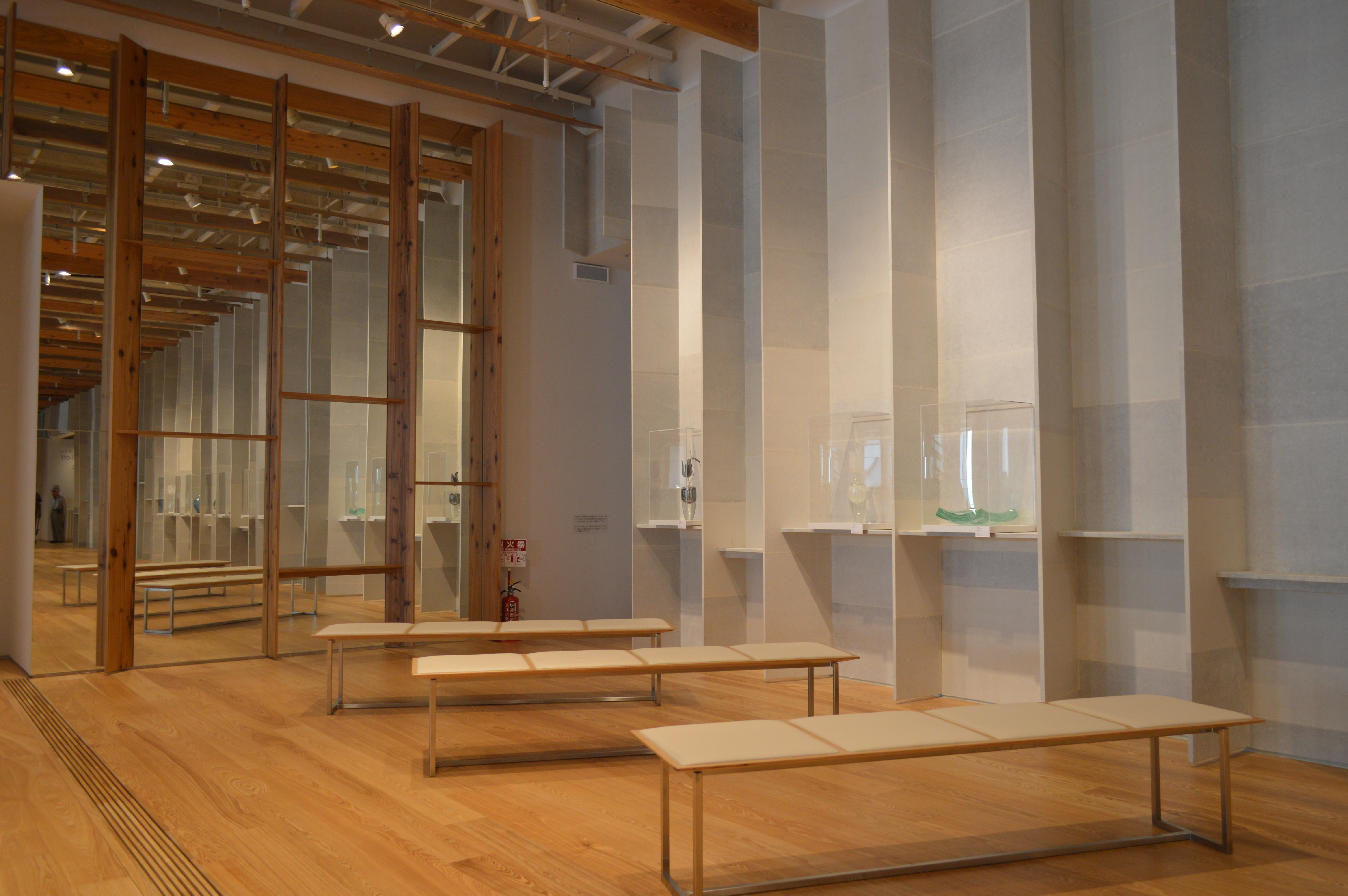
グラス・アート・パサージュ

- 「トヤマ・ミルフィオリ (Toyama Mille Fiori)」（2015年）
- 「トヤマ・フロート・ボート(Toyama Float Boat)」（2015年）
- 「トヤマ・リーズ(Toyama Reeds)」（2015年）
- 「トヤマ・ペルシャン・シーリング(Toyama Persian Ceilng)」（2015年）
- 「シャンデリア(Chandeliers)〔深緋（こきひ）、瑠璃（るり）色、鬱金（うこん）色〕」（2015年）

藤田喬平
- 飾筥「琳派」（1985年）
- 飾筥「飛鳥」（1994年）
- 飾筥「竹取物語」（2000年）
- 飾筥「醍醐」（2003年）
- 「ヴェニス花瓶」（1993年）
- 「寶」（1994年）
- 「縄文」（1997年）
- 「百花の彩」（2000年）

その他
- 「Large Basin」（1999年） - ハワード・ベン・トレ
- 「黄色の冠II」（1984年） - ハーヴェイ・K・リトルトン（英語版）
- 「峡谷<#11>」（1995年） - ミラン・ハンドル
- 「みのり(#7)」（2015年） - 冨樫葉子
- 「スペシャリスト」（2004年） - トーマス・フラヴィチカ

## 企画展
- 「アイ・ガット・グラス！ アイ・ガット・ライフ！情熱の現代ガラス芸術」（2015年8月22日-11月8日）
- 「藤田喬平の芸術」（2015年11月21日-2016年1月31日）
- 「ハワード・ベン・トレ 存在の痕跡」（2015年11月21日-2016年3月21日）
- 「feeling in glass 感じとるかたち」（2016年4月16日-2016年7月3日）
- 「ベンジャミン・イードルス＆キャシー・エリオット Light Marks - 光を辿る」（2016年7月16日-2016年9月25日）
- 「イワタルリ　BODY×硝子」（2016年7月16日-2016年9月25日）
- 「スタニスラフ・リベンスキー&ヤロスラヴァ・ブリフトヴァ（英語版）展」（2016年10月15日-2017年2月5日）
- 「「うごき」と「へんか」の視点・富山市ガラスコレクション展」 （2017年2月18日-2017年3月26日）
- 「雲母Kira 平山郁夫とシルクロードのガラス展」 （2017年4月15日-2017年7月9日）
- 「家住利男　削りの形」 （2017年7月22日-2017年11月5日）
- 「アン・ヴォルフ（英語版）　アンダンテ」 （2017年7月22日-2017年11月5日）
- 「とめどないエネルギー　ガラスをめぐる探究と表現」 （2017年11月23日-2018年2月4日）

## 富山ガラス大賞展
2018年（平成30年）よりトリエンナーレ方式で3年に一度開催される予定の現代ガラスコンペティションで、世界各国より公募したガラス作品を審査表彰し展示する。第1回となる2018年（平成30年）の公募は、2017年（平成29年）9月1日より翌年3月までで、審査は国内外の11人の審査員により、1次審査の4月26日に50点に絞り、2次審査は6月30日と7月1日に行い、入賞・入選を決める。選ばれた作品は当美術館にて9月15日から11月25日にかけて作品展が開催される。なお賞金総額は500万円である。

## 展示室・施設
- 1階 - エントランスホール、総合案内、コインロッカー、バックヤード、駐輪場
- 2階 - 展示室 1・2（企画展示室）、グラス・アート・パサージュ（2-4階 県内ゆかりの作家の作品約50点を展示・無料）、ミュージアムショップ、ロビー（ミニコンサートなどが開催できる）、カフェ「FUMURO YA CAFE」
- 3階 - 展示室 3（企画展示室）、グラス・アート・パサージュ
  - 2階 展示室2と3階 展示室3は、展示室内の階段で繋がっており、展示室1〜3は一体での使用可能。
- 4階 - 展示室 4（常設展示室）、透ける収蔵庫、グラス・アート・パサージュ
- 5階 - ギャラリー 1（136.9m2）、ギャラリー 2（60.4m2） 展覧会や創作品発表の場所として貸出（有料）。
- 6階 - グラス・アート・ガーデン（アメリカ現代ガラス美術作家デイル・チフーリが富山で手掛けた3作品を含め、同氏の代表的なインスタレーション〔空間美術〕全5作品を展示）、レクチャールーム、富山市ガラス美術館事務室

## 開館時間
- 常設展示室・企画展示室 - 午前9時30分〜午後6時（金曜・土曜日は午後8時まで）
- ミュージアムショップ・カフェ - 午前9時30分〜午後7時（金曜・土曜日は午後8時まで）
- ギャラリー - 午前9時〜午後9時

## 休館日
- 常設展示室・企画展示室 - 第1・第3水曜日、年末年始
- ミュージアムショップ・カフェ - 第1水曜日、年末年始
- ギャラリー - 年末年始

## 観覧料
- 一般・大学生 200円、高校生以下 無料（各種割引あり）
  - 企画展などは別料金

## 沿革
- 2001年（平成13年）3月 - 「ガラス美術館」基本構想策定
- 2009年（平成21年）3月 - 「富山市ガラスの街作りプラン」策定
- 2010年（平成22年）11月 - 「西町南地区の公益施設整備に関する基本構想」策定
- 2013年（平成25年）3月 - 「西町南地区公益施設整備計画」策定
- 2015年（平成27年）8月22日 - 富山市ガラス美術館開館
- 2020年（令和2年）11月9日 - 来館者数100万人を達成

## 交通アクセス
- 富山地方鉄道富山軌道線 西町停留場下車 徒歩1分、グランドプラザ前停留場下車 徒歩2分
- JR富山駅より富山地方鉄道バス 西町バス停下車 徒歩1分
- 市内周遊ぐるっとBUS南回りルート（毎日6便） ガラス美術館（西町）バス亭下車 徒歩1分

TOYAMAキラリ（富山市ガラス美術館・富山市立図書館）を含む、富山市市街地の美術館・博物館・観光施設を巡る周遊バス。
- 富山空港より富山地鉄バス（富山空港線） 総曲輪バス亭下車 徒歩4分
- 自転車はTOYAMAキラリ南東側にある駐輪場を利用できる。自動二輪車は利用不可。
  - なお駐車場は同居する銀行来店者用しかなく、富山市の施策により公共交通機関の利用または、近隣の駐車場の利用を呼び掛けている。